# Биндас Дюра
Биндас Дюра (нар. 23 березня 1887, с. Руський Керестур — пом. 24 січня 1950, с. Старий Вербас, Югославія) — священик, культурно-освітній діяч у середовищі бачванських русинів, зачинатель їх культурно-національного відродження.

## Життєпис
У 1896 р. закінчив гімназію в Загребі, в 1896—1900 рр. навчався в Ужгородській духовній семінарії. 
У 1901 р. зайняв посаду пароха в Руському Керестурі і перебував на ній 11 років. Розгорнув інтенсивну культурно-освітню та педагогічну роботу, допомагав редагувати «Неділю Русина». У 1912—1923 рр. продовжив культурно-громадську діяльність у с. Дюрдьов. У 1913 р. разом з учителем Будинським, др. Г. Костельником, др. Д. Нарадієм зробив спробу видання української газети, але через брак коштів здійснити цей задум не вдалося.
Після розпаду Австро-Угорщини 13 грудня 1918 р. видав звернення до земляків із закликом провести установчі збори Руського народного просвітнього дружества (РНПД). На зборах у липні 1919 р. Д. Биндаса обрано заступником голови РНПД, а згодом — головою.
У 1921 р. під його редакцією вийшов перший «Руський календар», а 21 грудня 1924 р. — перший номер «Руських новин». Разом з о. Костельником займався збиранням фольклору серед бачванських русинів — колишніх вихідців з Лемківщини. Надалі підтримував контакти з Г. Костельником, який переїхав до Львова.